# Сикайн (округ)
Сикайн (Сагайн) — административный округ в Мьянме на северо-западе страны, между штатами Чин, Качин, Шан, граничит с индийскими штатами Нагаленд и Манипур. Координаты: 23°30′ с. ш. 95°30′ в. д.. Население — 5 840 971 чел. Плотность населения — 61,73 чел./км². Административный центр — город Сикайн.

## История
Сикайн стал в 1315 столицей независимого государства Шан, которое приобрело силу после падения Пагана. В 1364 внук правителя перенёс столицу в город Аву.
Города Сикайн и Мингун, находящиеся недалеко от Мандалая, представляют большую культурно-историческую ценность и посещаются туристами.

## Административное деление
Округ состоит из 198 деревень и посёлков, 38 городов и восьми районов:
- Кхамти (Hkamti District)
- Калемё (Kalemyo District)
- Катха (Katha District)
- Моле (Mawlaik District)
- Моунъюа (Monywa District)
- Сикайн (Sagaing District)
- Шуэбо (Shwebo District)
- Таму (Tamu District)

Наиболее крупные города: — Сагайн, Калемьо, Мингун, Моунъюа, Шуэбо и Могок.

## Демография
Бирманцы преобладают в данном округе в сухих регионах и вдоль железной дороги Мандалай — Мьичина. Шаны и чины населяют территории, прилегающие к соответствющим национальным округам. Немало нага населяют территорию близ индийской границы со штатом Нагаленд.

## Экономика
Основным занятием является сельское хозяйство, преимуществеено выращивается рис, культивируется также пшеница, сезам, орех, хлопок и табак. В лесах ведутся заготовки древесины (тик). Сохранилось немало лесов.
Разрабатываются золото, уголь, соль, в небольших количествах имеется нефть.